# Мотовунский лес
Мотову́нский ле́c (хорв. Motovunska šuma) — лесной массив-заповедник, расположившийся между хорватскими городами Мотовун и Опрталь в восточной части полуострова Истрия. Статус заповедника данным территориям был присвоен в 1963 году решением Института охраны природы Хорватии. Площадь лесного массива — 275 га.

## Общие сведения
Расположенный в долине реки Мирна, лес известен произрастанием ценнейших видов белого и черного трюфелей. Мотовунский лес — единственный оставшийся нетронутым пойменный лес Средиземноморья. Всего на земном шаре осталось еще две похожие территории — на болгарском побережье Черного моря и остатки дубовых лесов на границе Албании и Черногории. Ранее остатки таких лесов находились и долинах рек Неретва, Роа, Рон и т. п., однако в настоящее время их долины расчищены и превращены в сельскохозяйственные угодья.
В Мотовунском лесу, богатом растительностью, преобладает произрастание дуба (Quercus rubor), польского ясеня (Fraxinus angustifolia), вяза (Ulmus minor). В лесу также представлены древесный виноград (Vitis vinifera ssp. Sylvestris), ломонос (Clematis sp.), плющ (Hedera helix) и хмель (Humulus lupinus).

## История
Во времена правления на этих территориях Венецианской республики существовали строгие правила охраны лесных угодий, однако, с приходом правления австрийской монархии, леса стали широко использоваться в качестве строительных материалов, а особо ценные породы — для судостроительных целей. Таким образом было вырублено около 2800 га. Позже угодия подверглись преобразованию в связи со строительством дренажных каналов.
Губительным для лесов оказался и период правления французской администрации (1793—1813 гг.), игнорировавшей статус заповедных территорий и в массовом порядке вырубившей практически четверть деревьев в нижней части Мотовунского лесничества. В 1817 году, пришедшее на смену французскому австрийское руководство отменило статус заповедника и разрушение лесного массива продолжилось.
В последние 50 лет в Мотовунском лесу произошли значительные изменения. В связи с болезнями, а также строительством новых дорог и искусственных водоемов, практически полностью исчезла популяция вяза, наблюдается высыхание дуба и ясеня. Также часть леса была ликвидирована для сельскохозяйственных целей.

## Сохранение массива
В настоящее время принимается ряд жестких мер, которые могут помочь в сохранении Мотовунского лесного массива: разрешаются только санитарные вырубки со строгим обоснованием возможных последствий, также запрещено лечение деревьев без предварительного разрешения регулирующих органов.